# Merionoeda inapicalis
Merionoeda inapicalis är en skalbaggsart som beskrevs av Maurice Pic 1922. Merionoeda inapicalis ingår i släktet Merionoeda och familjen långhorningar. Inga underarter finns listade i Catalogue of Life.